# جوزيف غورني كانون
كان جوزيف غورني كانون (7 مايو 1836 – 12 نوفمبر 1926) سياسيًا أمريكيًا من إلينوي وزعيمًا للحزب الجمهوري. مثل كانون أجزاء من إلينوي في مجلس نواب الولايات المتحدة ل 23 ولاية غير متتالية بين عامي 1873 و1923، وعند تقاعده كان كانون العضو الأطول خدمة في تاريخ مجلس الشيوخ الأمريكي. منذ عام 1903 حتى عام 1911، ترأس كانون مجلس النواب كناطق باسمه، ليصبح واحدًا من أقوى الناطقين في تاريخ الولايات المتحدة.
بصفته الناطق خلال معظم فترات رئاستي ثيودور روزفلت وويليام هاوارد تافت، كان كانون عائقًا في وجه السياسات التقدمية التي قدمها روزفلت، وفي وقت لاحق التي قدمت من قبل تافت. كان تمرد ضد سلطة كانون بصفته ناطقًا، قادها جورج دبليو نوريس، عاملًا مساهمًا في انشقاق الحزب الجمهوري في انتخابات العامين 1910 و1912 وأفضى إلى إصلاحات كبرى في قوانين المجلس.
سمي مبنى مجلس كانون، المبنى الأقدم لمجلس الشيوخ، على اسمه في عام 1962.

## نشأته وتعليمه
ولد كانون في مقاطعة غيلفورد، شمالي كاليفورنيا. في 7 من شهر مايو من عام 1836. وكان الولد الأكبر من بين ابنين لهوراس فرانكلين كانون، الذي كان طبيبًا في المقاطعة، وغوليلما كانون (الاسم عند الولادة هولينغسوورث).
كانت أسرة كانون من جمعية الأصدقاء الدينية، وكانت، شأنها شأن معظم أعضاء هذه الجمعية، معارضة للعبودية. مع نفورها من تلك الممارسة وخوفها من الحرب، كانت أسرة كانون من بين أعضاء جمعية الأصدقاء الدينية الذين تركوا الجنوب باتجاه الحدود الغربية. في عام 1840، انتقلت أسرته باتجاه الغرب مع أعضاء آخرين من الجمعية من شمال كارولينا، واستقروا على بعد نحو 30 ميلًا شمال تير هوت على امتداد نهر واباش. وأصبحت مستوطنتهم الجديدة أنابوليس، إنديانا. توفي هوراس كانون غرقًا في 7 من شهر أغسطس من عام 1851 حين كان يحاول الوصول إلى مريض عن طريق عبور جدول. أصبح جو كانون، البالغ من العمر 15 عامًا، رأس الأسرة وتولى مسؤولية مزرعتها. وعمل كبائع في متجر المقاطعة لتوفير المال، وتمكنت الأسرة، بعد 5 أعوام، من دفع رهنها العقاري.
كان للقانون وقع السحر على كانون حين طلب منه أن يكون شاهدًا في قضية قذف بالنيابة عن صديق مثله جون بالمر أشر. درس كانون تحت إشراف أشر في مكتبه في تير هون واستخدم بقية مدخراته للتسجيل في كلية الحقوق في جامعة سينسيناتي. في عام 1858، قبل كانون في نقابة المحامين وبدأ ممارسة المهنة في تير هوت، إنديانا، إلا أنه أصيب بخيبة أمل حين رفض أشر أن يعرض عليه مكانًا في المكتب. انتقل كانون إلى شيلبيفيل، إلينوي، إلا أنه فشل في جذب موكلين، ومن هناك انتقل إلى توسكولا، مقعد المقاطعة لمقاطعة كولز المنظمة حديثًا. كان خياره ببلدة جديدة غير إرادي، إذ نفذت أمواله حين كان في طريق سفره من شيلبيفيل إلى شيكاغو لإيجاد المزيد من الموكلين. واتخذ قطارًا يتجه إلى شيكاغو في ماتون، إلا أنه أرغم على النزول من القطار في توسكولا بعد ظهور عدم امتلاكه لبطاقة.
فيما كان يبني مسيرته المهنية في الحقوق، أصبح كانون أحد أتباع أبراهام لينكولن خلال مناظرات لينكولن دوغلاس لعام 1858. وأطلق أولى حملاته لمنصب محامي الولاية في كولز في عام 1860، إلا أنه تعرض لهزيمة. وبالرغم من ذلك فإنه انتخب سنة 1861 كمحام للولاية عن المقاطعة القضائية رقم 27، بعد أن أعادت الهيئة القضائية الجمهورية تشكيل النظام القضائي للولاية. بقي كانون في ذلك المنصب حتى سنة 1872، حين انتخب لمجلس النواب الأمريكي.

## المسيرة السياسية الباكرة في مجلس النواب
في عام 1872، ترشح كانون لمجلس النواب الأمريكي كمرشح مناوئ للإصلاحات يؤيد الرئيس يوليسيس إي غرانت. وفي وقت لاحق أشار إلى تلك السنة بأنها كانت «سنة الإصلاح، بداية عقد من (الإصلاح) هز فضائل البشر كما هز رذائلهم. لم يكن هناك ما هو صائب، ولم يكن أحد بمأمن من الإصلاحات». وعلى الرغم من ذلك، انتخب كانون ليمثل المقاطعة رقم 14 في إلينوي، التي ضمت دانفيل المجاورة، في مجلس الشيوخ الأمريكي رقم 43. 
في البداية، ركز كانون على قضايا محلية صرفة. وأمن تعيينًا في اللجنة في مكتب البريد وطرق البريد، الذي طرح من خلاله مشروع قانون ينص على أن ذلك المنصب في الصحف والمجلات ينبغي أن يكون مدفوعًا بصورة مسبقة من قبل الناشرين، لا من قبل المشتركين بعد التوصيل. وعلى الرغم من معارضة الناشرين، اجتازت المقترحات كلا مجلسي الشيوخ وأصبحت قانونًا. وكان خطاب التعيين الذي ألقاه في المجلس دفاعًا عن مشروع القانون هذا ومجانية توصيل البذار. وبناء على ملاحظة من قبل ويليام وولتر فيلبس بأن كانون «لا بد أنه يمتلك شوفان في جيبه»، صاح النائب الجديد «نعم لدي شوفان في جيبي وبزر الحشيش في شعري، وإجمالًا يتأثر الغربيون بالطريقة ذاتها. ونحن نتوقع أن البذور، إن كانت صالحة، ستثمر حصادًا جيدًا». عادت الحادثة على كانون بشعبية وطنية فورية بصفته مدافعًا عن المزارعين، على الرغم من أنه كثيرًا ما سيتحسر أن الصحافة كانت تعامله ككاريكاتير، بدلًا من التفكير مليًا بمقترحاته التشريعية.
في عام 1889، برز كانون كمرشح ليكون ناطقًا بمجلس النواب، إلا أنه أنهى الانتخابات في المركز الثالث خلف توماس براكيت ريد وويليام ماكينلي. عوضًا عن ذلك، سمي كانون (إلى جانب ريد ومكينلي) للجنة القانون القوية. ومع تقدم مسيرته السياسية، كان كانون قد نال سمعة كموال، وهو الأمر الذي اتضح في مجلس الشيوخ رقم 51. على سبيل المثال، كان كانون قد قاد معارضة ضمن الحزب الجمهوري لمشروع قانون لودج للانتخابات الفيدرالية، إلا أنه ساعد، بعد موافقة مؤتمر الحزب على مشروع القانون بصوت واحد، ساعد الناطق ريد بتمرير مشروع القانون عبر معالجة مسرعة من خلال تصويت عن طريق الخط الحزبي. وبالمثل، طرح ريد إصلاحات جذرية لقوانين المجلس، وضغط كانون بشدة لصالح القضية في كل من اللجنة وكامل المجلس. ونتيجة لجهوده هذه، كان كانون من بين العديد من الجمهوريين الذين خسروا منصبهم في المجلس في انتخابات العام 1890.
كان كانون خارج المنصب لولاية واحدة فقط، إذ انتخب مجددًا في عام 1892. وبعد تقاعد ريد المفاجئ في عام 1899، ترشح كانون مجددًا ليكون ناطقًا باسم المجلس، إلا أنه هزم من قبل ديفيد بي هندرسون من آيوا. أصبح كانون أخيرًا ناطقًا في عام 1903، لدى بداية الكونغرس رقم 58. ومنذ عام 1895، إلى أن أصبح ناطقًا، ترأس كانون لجنة الرصد القوية.

## ناطق باسم المجلس (1911 - 1903)

### رئاسة ثيودور روزفلت
في الوقت الذي رقي فيه كانون إلى منصب ناطق باسم المجلس، كان ثيودور روزفلت، وهو رفيق جمهوري، يشغل منصب الرئيس. اتخذ روزفلت على الفور خطوات لاستشارة كانون في القضايا التشريعية والتقى الاثنان عدة مرات في الأسبوع بناء على طلب روزفلت. إلا أن كانون كان، خلافًا لروزفلت، معارضًا لمعظم جهود الإصلاح التقدمية في تلك الآونة، بما في ذلك الحفاظ على الطبيعة وحق النساء في الاقتراع والحركة العمالية وبشكل خاص تقليل معدل التعرفة الإجمالية.